# Daemontools
daemontools представляет собой набор бесплатных инструментов для управления сервисами Unix. Был написан Daniel J. Bernstein, как улучшение inittab, ttys, init.d или rc.local альтернатив, предоставляя следующие возможности:
- Лёгкая установка и удаление службы
- Лёгкий первый запуск службы
- Надежная перезагрузка службы
- Простая и надежная сигнализация
- Чистота состояния процесса
- Переносимость

DaemonTools является public domain software